# Lobo-cinzento
O Lobo-cinzento; (nome científico: Canis lupus) é uma espécie de mamífero canídeo do gênero Canis. É um sobrevivente da Era do Gelo, originário do Pleistoceno Superior, cerca de 300 mil anos atrás. É o maior membro remanescente selvagem da família Canidae. O sequenciamento de DNA e estudos genéticos reafirmam que o lobo-cinzento é ancestral do cão doméstico (Canis lupus familiaris), contudo alguns aspectos desta afirmação têm sido questionados recentemente. Uma série de outras subespécies do lobo-cinzento foram identificadas, embora o número real de subespécies ainda esteja em discussão. Os lobos-cinzentos são tipicamente predadores ápice nos ecossistemas que ocupam. Embora não sejam tão adaptáveis à presença humana como geralmente ocorre com as demais espécies de canídeos, os lobos se desenvolveram em diversos ambientes, como florestas temperadas, florestas tropicais, pantanos, praias, desertos, montanhas, tundras, selvas, taigas, campos (Savanas, Prados, Planícies, Estepes, Matagais,...) e até mesmo em algumas áreas urbanas e rurais. O lobo-cinzento (Canis lupus), o lobo-etíope (Canis simensis) e o lobo-dourado-africano (Canis lupaster) são as únicas espécies classificadas como lobos legítimos. Os demais lobos correspondem a subespécies destas espécies.
Ao contrário dos ursos, que são solitários, semidiurnos e que dormem na hibernação, os lobos são animais migratórios, seminoturnos (metade noturno, metade diurno) e são gregários, ou seja, que preferem viver em alcateias ou matilhas.

## Etimologia
"Lobo" originou-se do termo latino lupus, lupum.

## Características
O peso e tamanho dos lobos variam muito em todo o mundo, tendendo a aumentar proporcionalmente com a latitude, como previsto pela teoria de Christian Bergmann. Em geral, a altura, medida a partir dos ombros, varia de 60 a 85 cm. O peso varia geograficamente. Em média, os lobos europeus pesam 38,5 kg; os lobos da América do Norte, 36 kg; os lobos indianos e árabes, 25 kg. Embora raros, lobos com mais de 77 kg foram encontrados no Alasca, Canadá e na antiga União Soviética. O maior lobo-cinzento registrado na América do Norte foi morto em 70 Mile River, no leste-centro do Alasca em 12 de julho de 1939 e pesava 79 kg. Já o lobo de maior peso registrado na Europa foi morto após a Segunda Guerra Mundial na área Kobelyakski da região Poltavskij na RSS Ucraniana e pesava 86 kg. O lobo é sexualmente dismórfico, as fêmeas de uma população típica de lobos normalmente pesam 20% menos que os machos. As fêmeas também têm o focinho e a fronte mais estreitos, pernas ligeiramente mais curtas e revestidas com pelos lisos, e ombros menos massivos. Os lobos-cinzentos medem de 1,30 a 2 m do focinho à ponta da cauda, a qual, por sua vez, representa cerca de 1/4 do comprimento total do corpo.
Segundo estudos, o lobo-cinzento é descendente do lobo-variável (Canis variabilis).

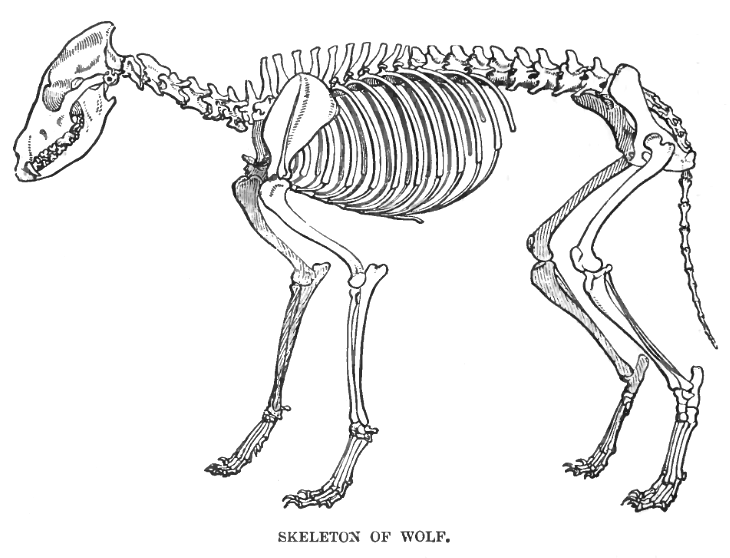
Esqueleto de um lobo

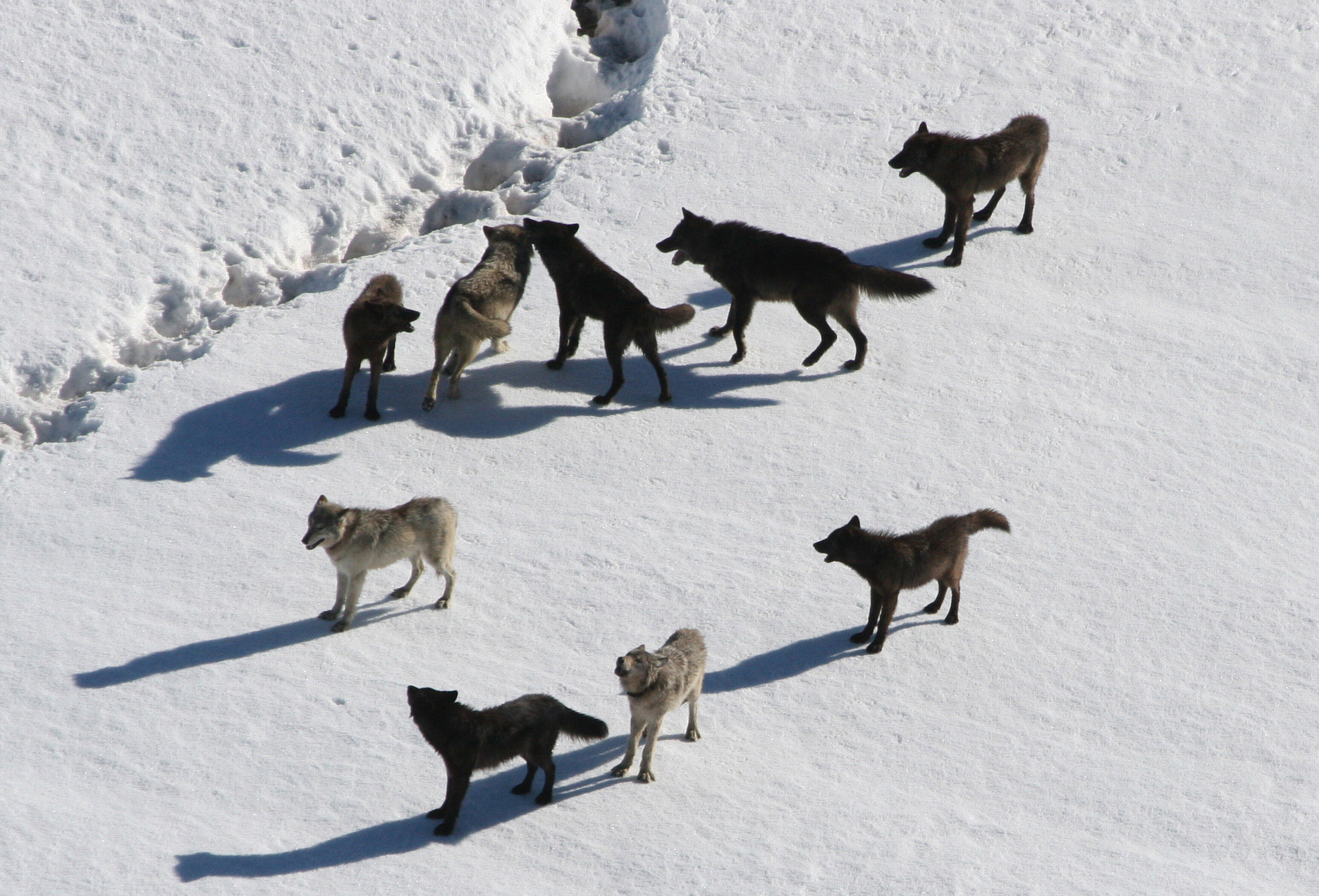
Uma alcateia de lobos em yellowstone.

Os lobos são capazes de percorrer longas distâncias com uma velocidade média de 10 km/h e são conhecidos por atingir velocidades próximas a 65 km/h durante uma perseguição. Há registro de uma loba-cinzenta realizando saltos de 7 m ao perseguir suas presas. As garras das patas dianteiras são maiores que as das patas traseiras e possuem um quinto dedo, ausente nestas últimas. As patas do lobo cinzento são adaptadas para uma ampla variedade de terrenos, especialmente os cobertos de neve. Existe uma fina camada de pele separando cada dedo, permitindo ao animal deslocar-se sobre a neve com mais facilidade em comparação às suas presas. Os lobos-cinzentos são digitígrados. O tamanho relativamente grande de suas patas contribui para distribuir o peso do corpo de maneira balanceada sobre superfícies nevadas. Pelos e unhas reforçam a aderência em superfícies escorregadias e vasos sanguíneos especiais mantêm as patas aquecidas no frio extremo. Glândulas odoríferas localizadas entre os dedos de um lobo deixam um rastro de marcadores químicos por onde ele passa, ajudando-o a caminhar de forma eficaz por grandes extensões, ao mesmo tempo que mantém os outros lobos informados do seu paradeiro. Ao contrário dos cães e dos coiotes ocidentais, lobos cinzentos têm uma menor densidade de glândulas sudoríparas em suas patas. Esta característica também está presente nos coiotes canadenses do leste, que possuem ascendência com o lobo moderno. Os lobos que vivem em Israel são únicos, por sua população apresentar indivíduos com dois dedos fundidos, um traço, acreditava-se, exclusivo do cão selvagem africano. O uivo de um lobo-cinzento pode ser ouvido a uma distância de até 1 km.[carece de fontes?]

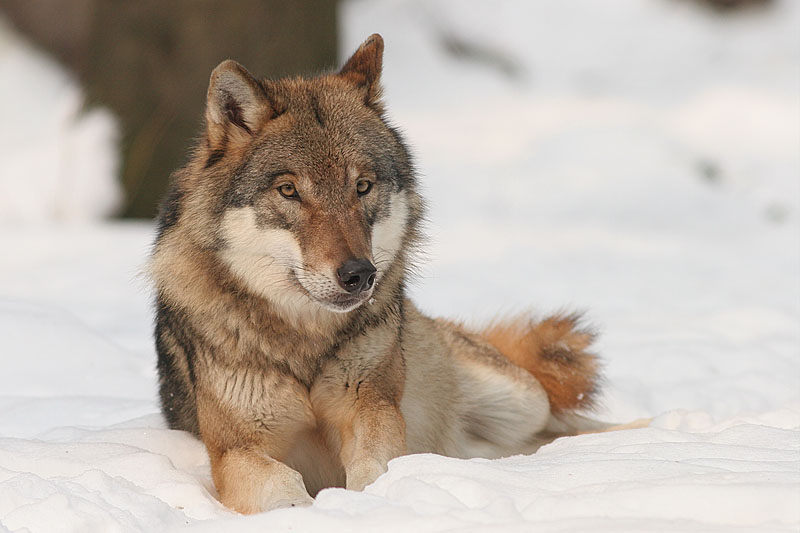
Um lobo de coloração cinza-amarronzada

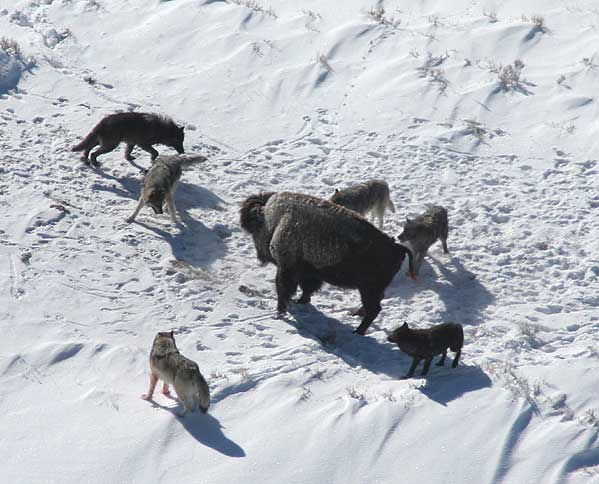
Um grupo de lobos cinzentos caçando um bisão.

Os lobos têm pelos volumosos repartidos em duas camadas. A primeira camada é constituída por pelos resistentes que repelem água e sujeira. A segunda camada forma uma pelagem densa, isolante à água. O subpelo é espalhado pelo corpo na forma de grandes tufos no final da primavera ou início do verão (com variações anuais). Um lobo, muitas vezes, esfrega-se contra objetos, como pedras e galhos, para induzir a pele a soltar os pelos. O subpelo é geralmente cinza, independentemente da aparência do revestimento exterior. Lobos têm pelagens distintas no inverno e no verão que se alternam na primavera e no outono. Tanto as fêmeas quanto os machos tendem a manter seus pelos do inverno até a primavera.[carece de fontes?]
A coloração da pelagem é muito variada, do cinza ao cinza-amarronzado, conforme notada pelo espectro canino para o branco, vermelho, marrom, laranja, amarelo e preto. Estas cores tendem a se misturar em muitas populações, de forma que os indivíduos de coloração mista sejam os mais predominantes. Entretanto não é incomum haver um indivíduo ou mesmo uma população inteira de lobos inteiramente de uma cor (geralmente todo preto ou todo branco). Com exceção da Itália, onde os lobos negros podem representar de 20 a 25% da população, os lobos melanísticos raramente são comuns fora do continente norte-americano. De acordo com exames genéticos, a cor da pelagem preta é resultado de uma mutação surgida primeiramente nos cães domésticos e mais tarde incorporada aos lobos através de cruzamentos. Uma pelagem multicor, caracteristicamente, não possui nenhum padrão específico. A cor da pele, por vezes, reflete o ambiente onde vive a população de lobos. Assim, por exemplo, lobos brancos são muito mais comuns em áreas com cobertura de neve. Lobos em processo de envelhecimento adquirem um tom acinzentado em sua pelagem. Atribui-se, frequentemente, à coloração da pelagem do lobo uma forma funcional de camuflagem. Isto pode não ser totalmente correto, afirmam alguns cientistas, cujos estudos relacionam a combinação de cores com a comunicação corporal dos lobos.

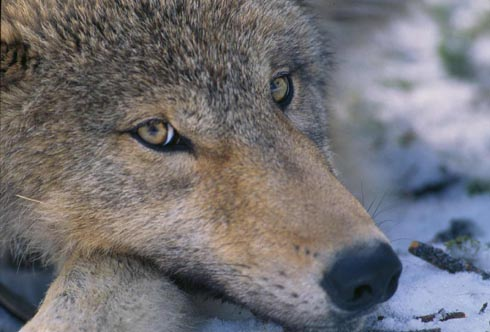
Os olhos na cor amarelo-ouro são comuns em lobos adolescentes

Ao nascer, os filhotes de lobo tendem a ter pelos mais escuros e as íris dos olhos azuis, as quais mudarão para um amarelo-ouro, ou cor de laranja quando os filhotes tiverem entre 8 e 16 semanas de idade. Os poderosos focinhos compridos são características marcantes dos lobos, distinguindo-os facilmente de outros canídeos, como os coiotes e chacais dourados, que têm os focinhos mais estreitos e pontiagudos. Nos lobos, a incisura anterior do osso nasal não possui uma saliência medial, ao contrário do observado nos chacais. Enquanto há apenas uma pequena expressão do cíngulo na borda externa do primeiro molar superior nos lobos, este é amplo e claramente marcante em chacais.

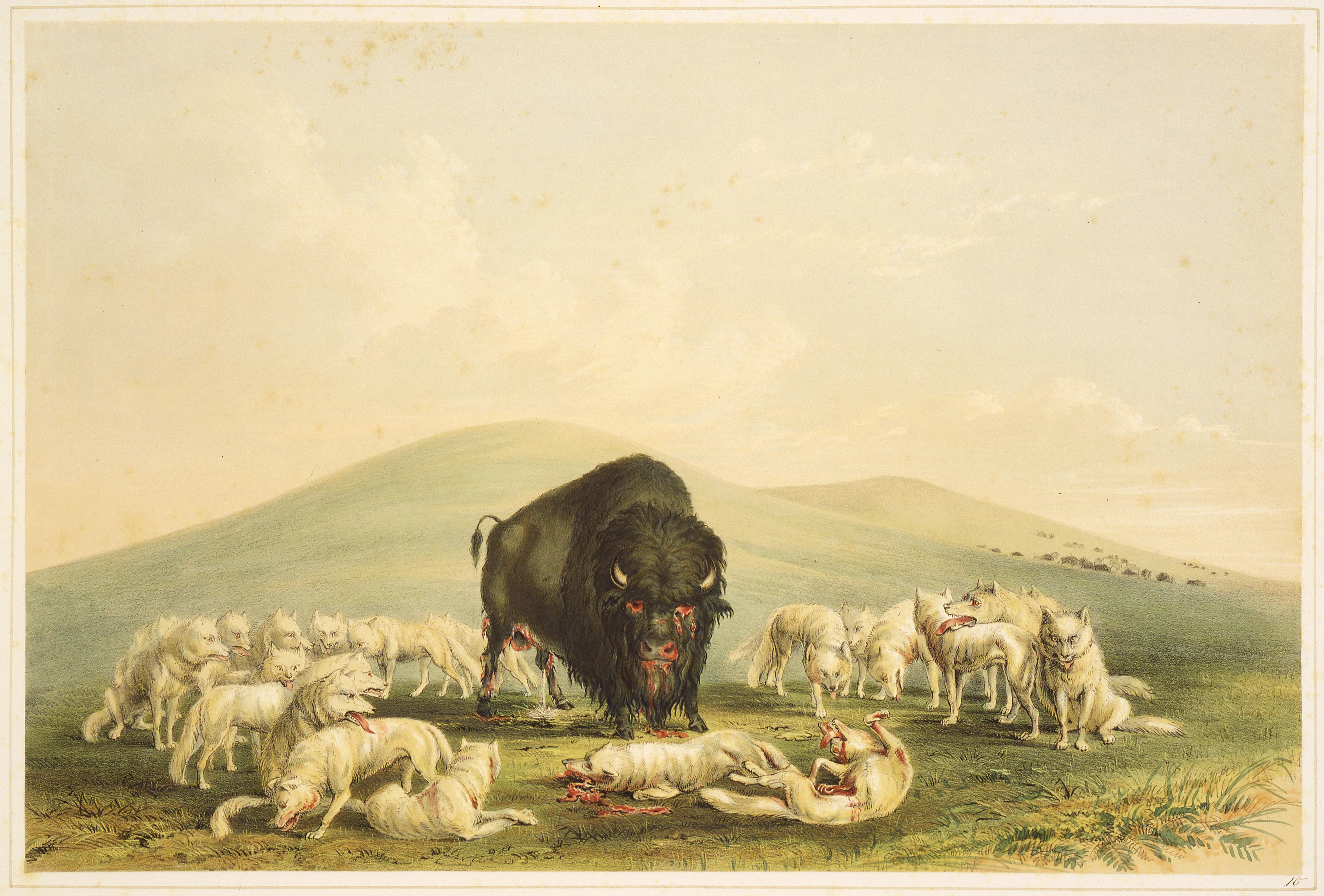
Uma arte de uma matilha de lobos caçando um bisão - feito por George Catlin 1844.

Lobos diferem de cães domésticos em vários aspectos. Anatomicamente, os lobos têm ângulos orbitais menores do que os cães (acima de 53 graus para cães, com menos de 45 graus para lobos) e uma capacidade cerebral comparativamente maior. Patas maiores, olhos amarelados, pernas mais longas e os dentes maiores distinguem os lobos adultos de outros canídeos, especialmente cães. Além disso, uma glândula supracaudal está presente na base da cauda dos lobos, mas não em muitos cães.[carece de fontes?]

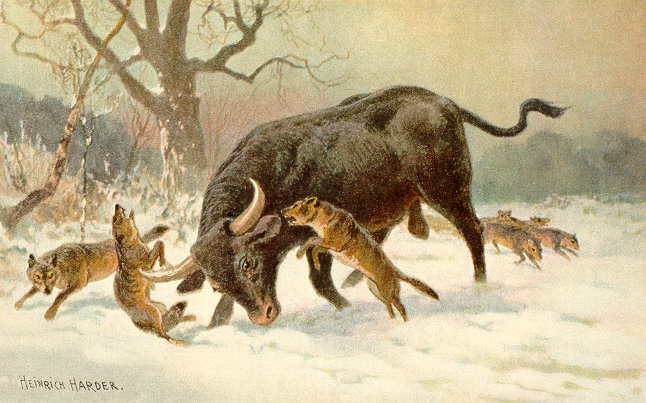
Uma matilha de Lobos caçando um auroque (uma espécie de boi atualmente extinta), feito por Heinrich Harder.

Lobos e cães maiores possuem algumas partes da dentição idênticas. O maxilar possui seis incisivos, dois caninos, oito pré-molares e quatro molares. A mandíbula tem seis incisivos, dois caninos, oito pré-molares e seis molares. Os quartos pré-molares superiores e primeiros molares inferiores constituem os dentes carnassiais, que são instrumentos essenciais para o corte da carne. Os dentes caninos também são muito importantes, na medida em que detêm e subjugam a presa. Os dentes de um lobo são as suas principais armas, bem como suas principais ferramentas, sendo capazes de suportar até 10 000 kPa de pressão. Isso é aproximadamente o dobro da pressão que um cão doméstico de dimensão semelhante pode proporcionar. A dentição dos lobos cinzentos é mais adequada para esmagar ossos comparada à de outros canídeos modernos, embora não seja tão especializada, como a encontrada em hienas. A saliva dos lobos ajuda a reduzir a infecção bacteriana em feridas e a acelerar a regeneração dos tecidos.

### Sentidos
Os lobos possuem uma audição bastante apurada, a ponto de serem capazes de ouvir a queda de folhas das árvores durante o outono. Sua visão noturna é a mais aguçada da família dos canídeos.

### Reprodução e ciclo de vida

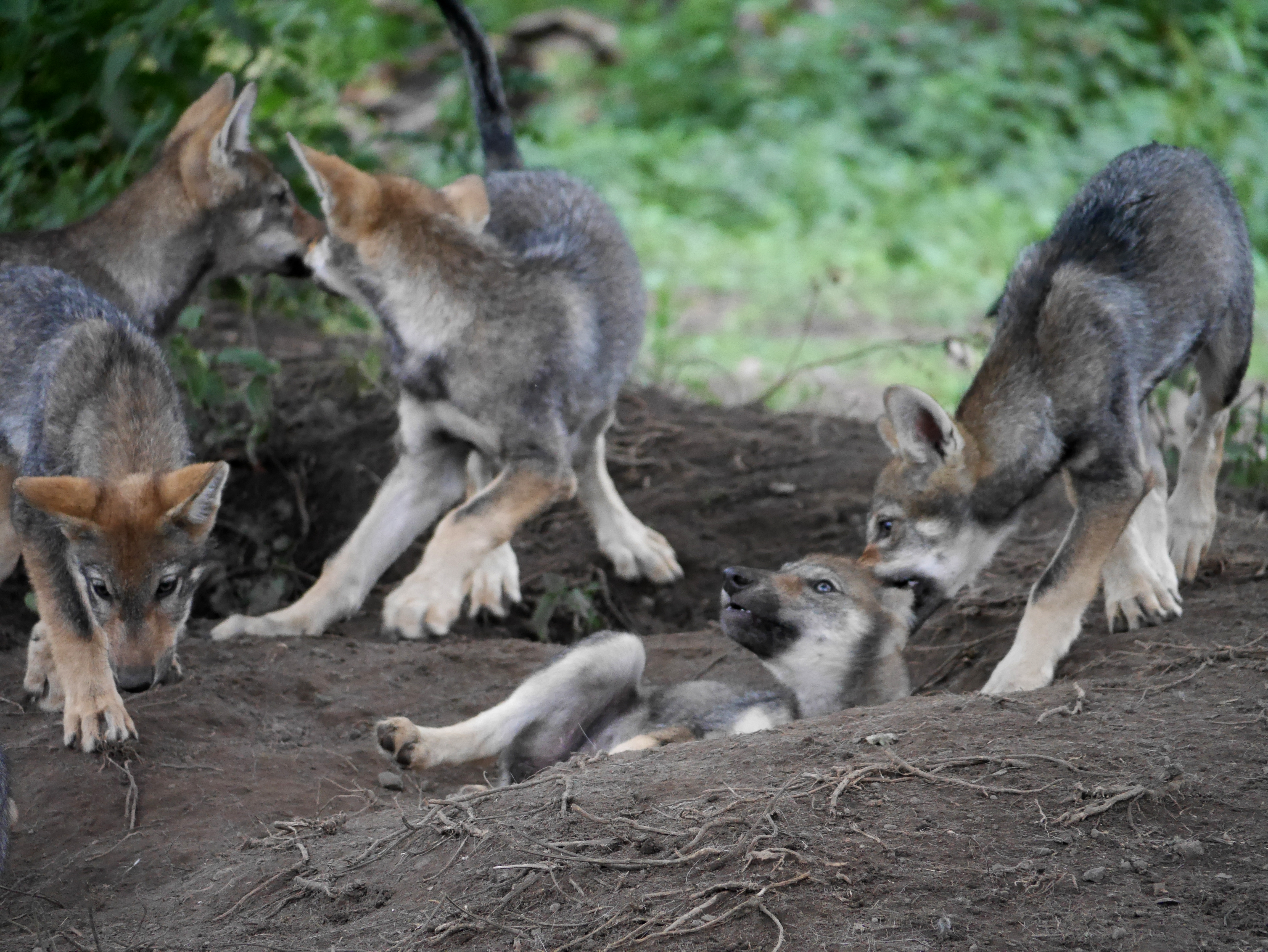
Uma ninhada de Filhotes de lobo brincando.

O acasalamento ocorre, geralmente, entre os meses de janeiro e abril. Quanto maior a latitude, mais tarde ocorre. Uma alcateia produz, em média, uma única ninhada, salvo nos casos em que os reprodutores machos se relacionam com uma ou mais fêmeas subordinadas. Durante a época de acasalamento, os animais reprodutores tornam-se muito carinhosos uns com os outros, antecipando o ciclo de ovulação da fêmea. A tensão aumenta à medida que os lobos maduros da alcateia sentem-se instados a acasalar. Durante este período, os membros do casal líder de reprodução, denominados de macho e fêmea alfa, podem se ver forçados a dissuadir que outros lobos acasalem com eles. Incestos raramente ocorrem, embora a pressão por endogamia seja um problema para os lobos em Saskatchewan e Isle Royale. Quando a fêmea reprodutora entra no cio (que ocorre uma vez por ano e dura de 5 a 14 dias), ela e seu companheiro passam um longo tempo em reclusão. Feromônios na urina da fêmea e o inchaço da sua vulva são sinais percebidos pelo macho de que ela está no cio. A fêmea é receptiva nos primeiros dias de estro, período durante o qual ela lança o revestimento do útero. Mas quando ela começa a ovular novamente, ocorre o acasalamento com o parceiro.[carece de fontes?]

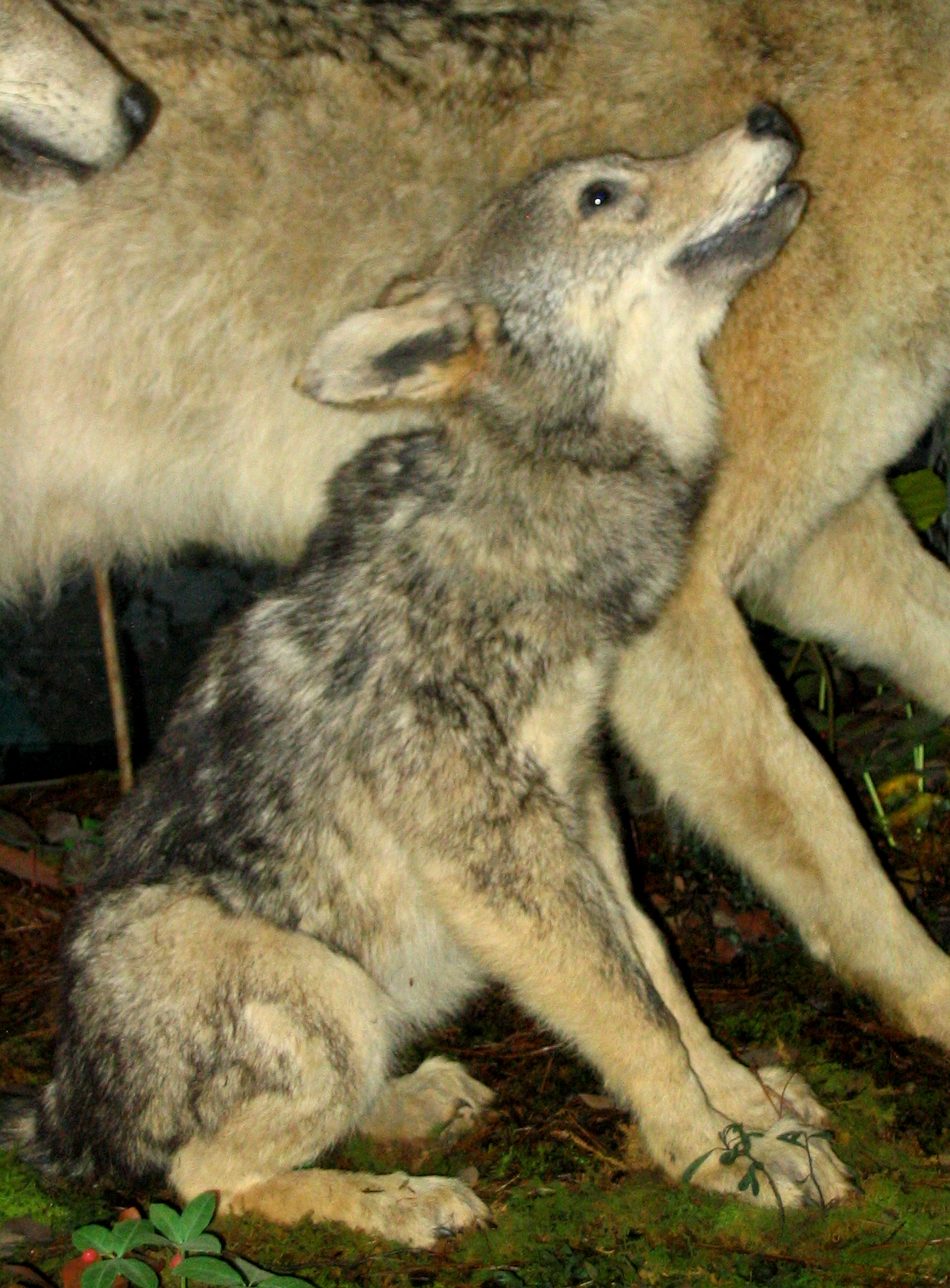
Um juvenil lobo em companhia de sua mãe

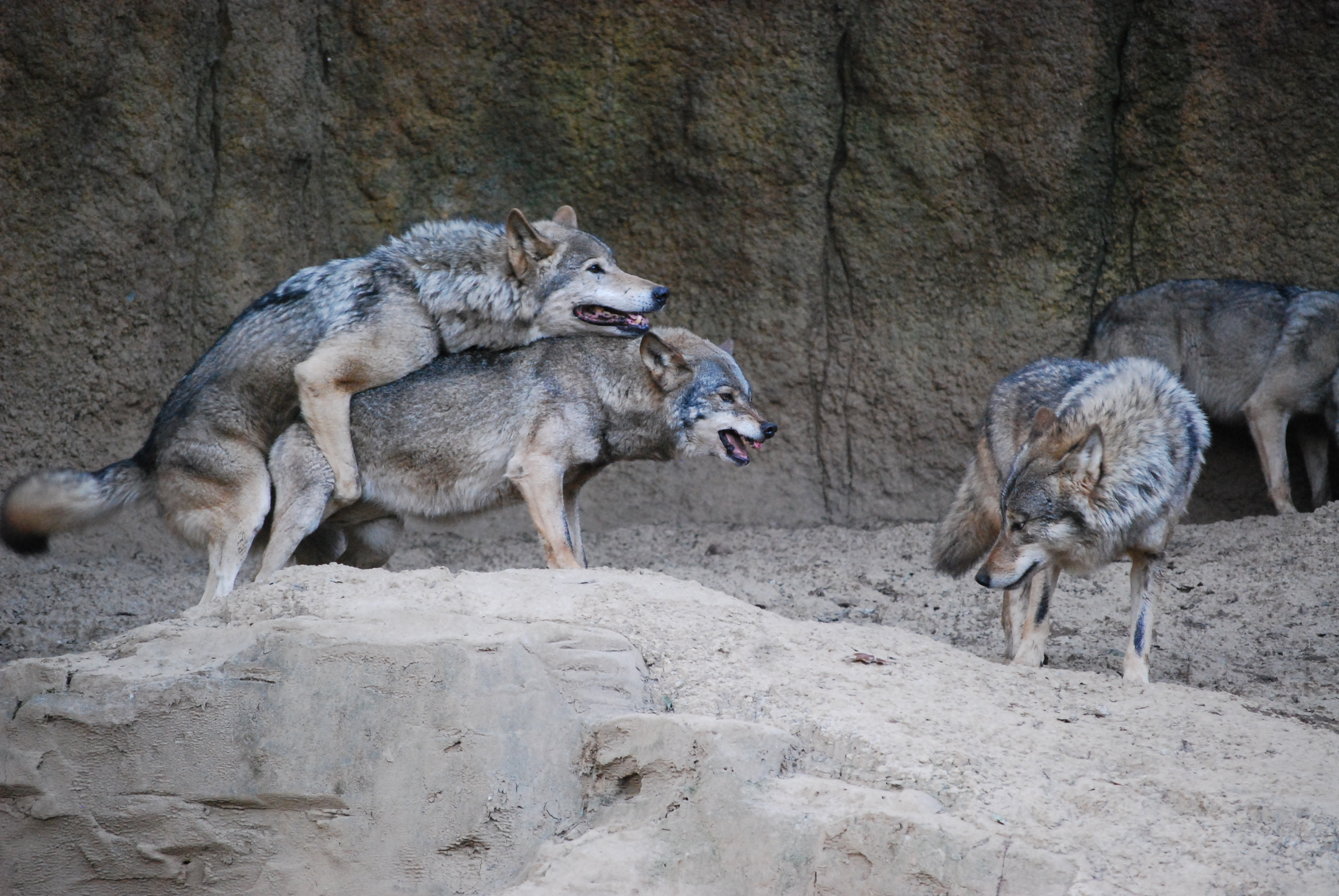
Lobos acasalando no Zoológico de Tama, Japão.

O período de gestação varia de 60 a 63 dias. Os filhotes, que pesam cerca de 0,5 kg ao nascerem, são cegos, surdos e completamente dependentes de suas mães. O tamanho médio da ninhada é de 5 a 6 crias, embora haja dois registros soviéticos de ninhadas com 17 filhotes. Os filhotes residem na toca e permanecem lá por dois meses. A toca geralmente fica em terreno alto perto de uma fonte de água aberta, e tem uma câmara aberta no final de um túnel subterrâneo ou encosta que pode ter alguns metros de comprimento. Durante este tempo, os filhotes se tornam mais independentes e começam a explorar a área imediatamente ao redor da toca. Com cerca de cinco semanas de idade, afastam-se gradualmente do local de nascimento até a 1km de distância. A taxa de crescimento dos lobos é mais lenta do que a dos coiotes e cães selvagens. Eles começam a comer alimentos regurgitados depois de duas semanas alimentando-se exclusivamente de leite, que nos lobos tem menos gordura e arginina e mais proteína do que o leite canino. A esta altura, seus dentes de leite surgem e eles estão totalmente desmamados após 10 semanas. Durante as primeiras semanas de desenvolvimento, normalmente a mãe permanece sozinha com sua ninhada, mas, eventualmente, a maioria dos membros do grupo contribuem, de alguma forma, para a criação dos filhotes. Após dois meses, os filhotes inquietos são levados para um local de encontro, onde podem permanecer em segurança quando a maioria dos adultos sai para caçar. Um ou dois adultos ficam para trás para garantir a segurança dos filhotes. Depois de mais algumas semanas, caso se demonstrem capazes, é permitido aos filhotes se juntarem aos adultos na caçada, e eles têm prioridade sobre qualquer animal caçado. Tomar parte das caçadas é uma maneira de permitir ao filhotes a prática dos rituais de dominação/submissão, que serão essenciais para a sua futura sobrevivência na alcateia. Os filhotes participam apenas como observadores da caçada até atingirem cerca de oito meses de idade, quando se tornam maduros o suficiente para uma participação ativa.[carece de fontes?]
Os lobos geralmente atingem a maturidade sexual após dois ou três anos, idade em que muitos deles são obrigados a abandonar os seus locais de nascimento e a procurar companheiros e territórios próprios. Lobos que atingem a maturidade vivem geralmente de seis a dez anos na natureza, enquanto que, em cativeiro, eles podem atingir até o dobro da idade. As elevadas taxas de mortalidade se refletem na baixa expectativa de vida dos lobos. As crias podem morrer pela escassez de alimento ou pela ação de predadores como hienas, ursos, leões, chacais, coiotes, cães selvagens, raposas, tigres, gatos selvagens, leopardos, panteras e outros animais selvagens. As principais causas de mortalidade de lobos são a caça, os acidentes envolvendo veículos e os ferimentos ocorridos durante o ataque a suas presas. Apesar de lobos adultos poderem, ocasionalmente, ser mortos por outros predadores, os grupos de lobos rivais são muitas vezes os inimigos mais perigosos, excetuando-se os seres humanos.[carece de fontes?]

### Doenças

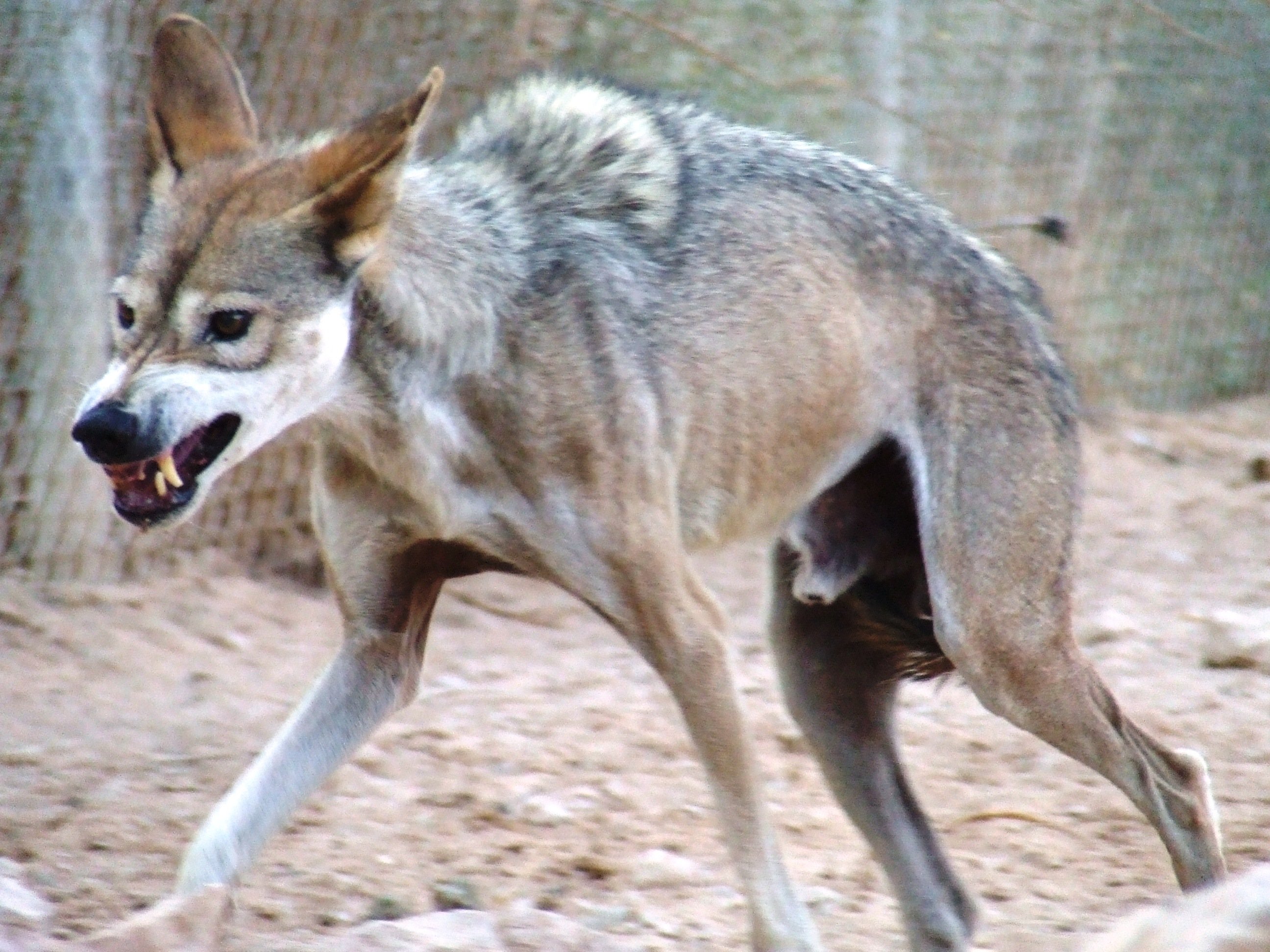
A postura e expressão facial do lobo-árabe é defensiva e alerta os outros lobos para serem cautelosos

As doenças mais comuns transmitidas por lobos incluem a brucelose, febre, carbúnculo, leptospirose, parvovirose, cinomose, sarna e obviamente a raiva (conhecido por muitos nomes, como a doença do cachorro louco), e como todo mamífero, os lobos também não podem faltar pulgas e carrapatos. Os lobos são importantes hospedeiros da raiva na Rússia, Irã, Afeganistão, Iraque e Índia. Embora os lobos não sejam vetores das doenças, eles podem contraí-las de outras espécies. Os lobos tornam-se extremamente agressivos quando infectados, podendo morder várias pessoas em um único ataque. Antes de uma vacina ser desenvolvida, as mordidas eram quase sempre fatais. Atualmente, as mordidas de lobos raivosos podem ser tratadas, mas a gravidade dos ataques dos lobos raivosos às vezes podem resultar em morte. Uma mordida perto da cabeça da vítima faz a doença agir muito rapidamente para que o tratamento faça efeito. Ataques raivosos tendem a aumentar de número no inverno e na primavera. Com a redução da raiva na Europa e América do Norte, poucos ataques de lobos raivosos têm sido registrados, embora alguns ainda ocorram no Oriente Médio. Desde 2019 e 2020,os lobos também carregam o coronavírus canino, cuja infecção é mais prevalente nos meses de inverno.
Os lobos registrados na Rússia transportavam mais de 50 tipos diferentes de parasitas nocivos, incluindo Echinococcus, cisticercose e coenurus. Os lobos também são portadores de Trichinella spiralis. Entre 1993–94, 148 carcaças de lobos perto de Fairbanks, no Alasca, foram examinadas e 36% (aproximadamente 54 carcaças) estavam infectadas. A prevalência de Trichinella spiralis em lobos é significativamente relacionada com a idade. Os lobos podem hospedar o Neospora caninum, fato de particular interesse para os agricultores, pois a doença pode ser transmitida para animais domésticos, que, infectados, têm de 3 a 13 vezes mais chance de abortar em comparação àqueles livres da doença.
Apesar do hábito de portar doenças perigosas, grandes populações de lobos não são frequentemente acometidas por surtos de epizootias, como ocorre com outros canídeos sociais. Isto se deve principalmente ao hábito dos lobos infectados de se afastarem de suas alcateias, evitando assim o contágio em massa.

## Aspectos culturais
O Lobo é conhecido muitas vezes por contos, fábulas, mitos e lendas.
As pessoas inventaram essas histórias porque na Europa e na Ásia, os fazendeiros, estavam cansados dos lobos de caçarem e comerem seus animais de gado, como vacas, búfalos, cavalos, ovelhas, bodes, porcos, camelos e lhamas, além de outros animais de agropecuária como coelhos e aves de criação, como patos, galinhas e perus, como fazem os coiotes, chacais e raposas.

### Lobo mau

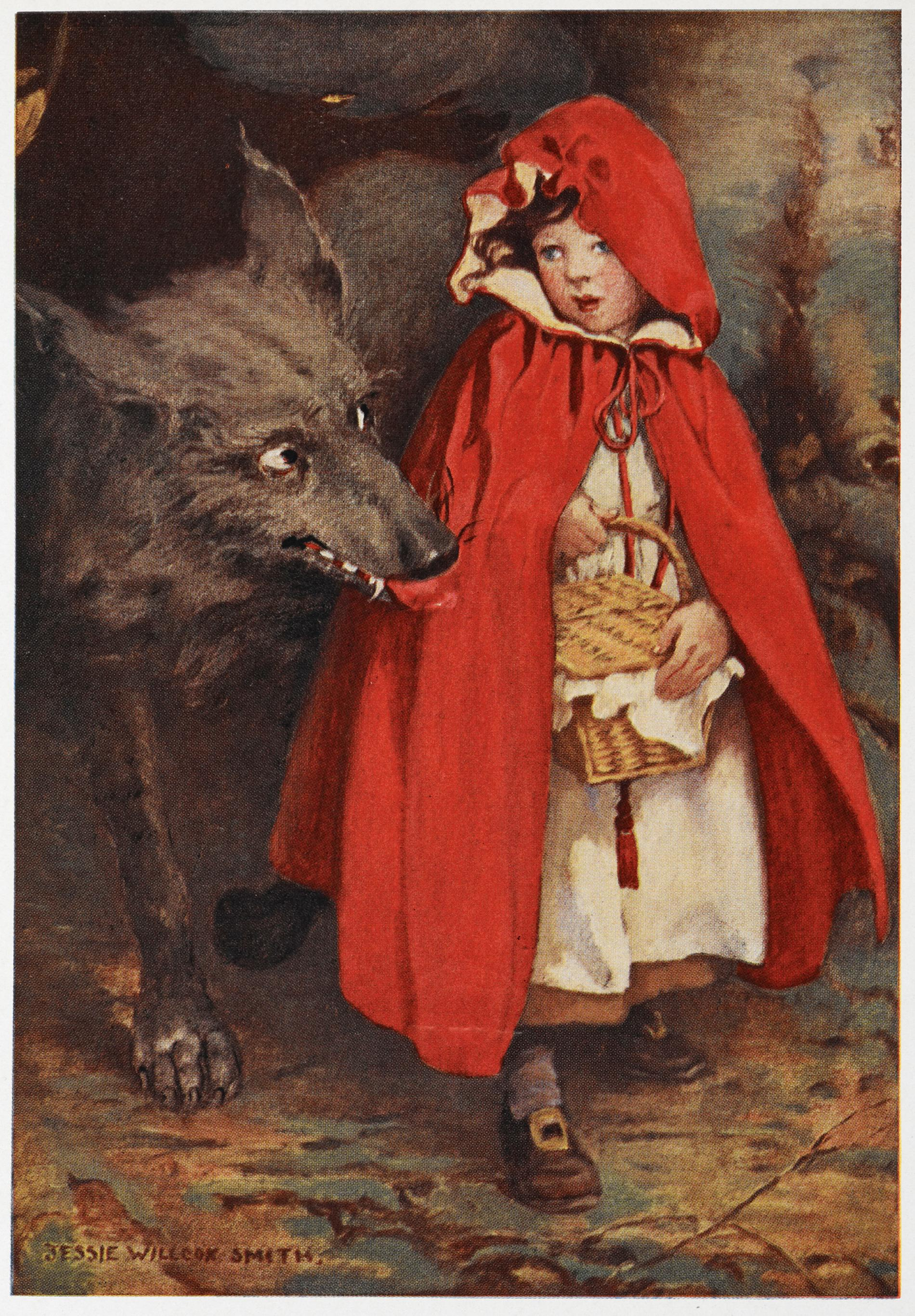
Uma representação do Lobo Mau com Chapeuzinho Vermelho por Jessie Willcox Smith.

O Lobo Mau (ou Big Bad Wolf em inglês) é um personagem que aparece em inúmeras fábulas folclóricas, incluindo as Fábulas de Esopo, e nas histórias dos Irmãos Grimm. É a personificação de um lobo mal-intencionado, famoso pelo seu apetite e pelo talento em enganar as vítimas. Apareceu em histórias clássicas como Os Três Porquinhos, Chapeuzinho Vermelho, O Lobo e os Sete Cabritinhos, O Pastor mentiroso e o lobo, Lobo e o cordeiro, O Lobo em Pele de Cordeiro e Pedro e o Lobo.

### Lobisomem

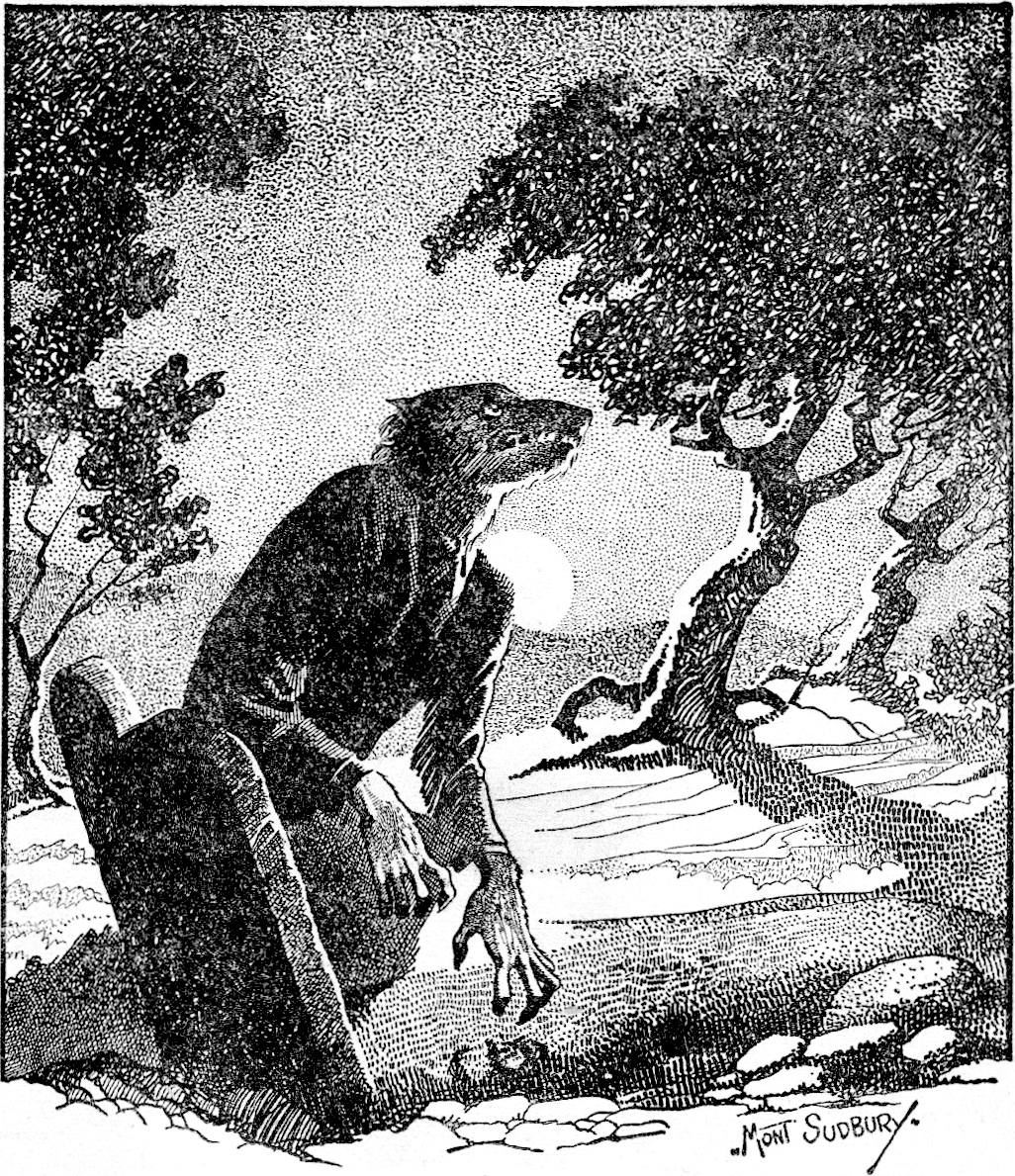
Ilustração de um lobisomem na floresta à noite de 1941.

Lobisomem ou licantropo (do grego λυκάνθρωπος: λύκος, lýkos, "lobo" e άνθρωπος, ánthrōpos, "humano"), é um ser lendário que é descrito como um humano capaz de se transformar em lobo ou em algo semelhante a um lobo em noites de lua cheia.
Tais lendas são muito antigas e encontram a sua raiz na mitologia grega. Segundo As Metamorfoses de Ovídio, Licaão, o rei da Arcádia, serviu a carne de Árcade a Zeus e este, como castigo, transformou-o em lobo (Met. I. 237). Uma das personagens mais famosas foi o pugilista arcádio Damarco da Parrásia, herói olímpico que assumiu a forma de lobo nove anos após um sacrifício a Zeus Liceu, lenda atestada pelo geógrafo Pausânias.[carece de fontes?]
O lobisomem é um conceito difundido no folclore europeu, possuindo diversas variantes relacionadas a um desenvolvimento em comum de uma interpretação cristã do folclore europeu do período medieval. Desde o início do período moderno, as crenças dos lobisomens também se espalharam para o Novo Mundo com o colonialismo. A crença nos lobisomens desenvolveu-se em paralelo à crença nas bruxas, no final da Idade Média e no início do período moderno. Tal como os julgamentos de bruxaria como um todo, o julgamento de supostos lobisomens surgiu no que hoje é a Suíça (especialmente Valais e Vaud) no início do século XV e espalhou-se por toda a Europa no século XVI, atingindo o pico no século XVII e diminuindo no século XVIII.

### Besta de Gévaudan

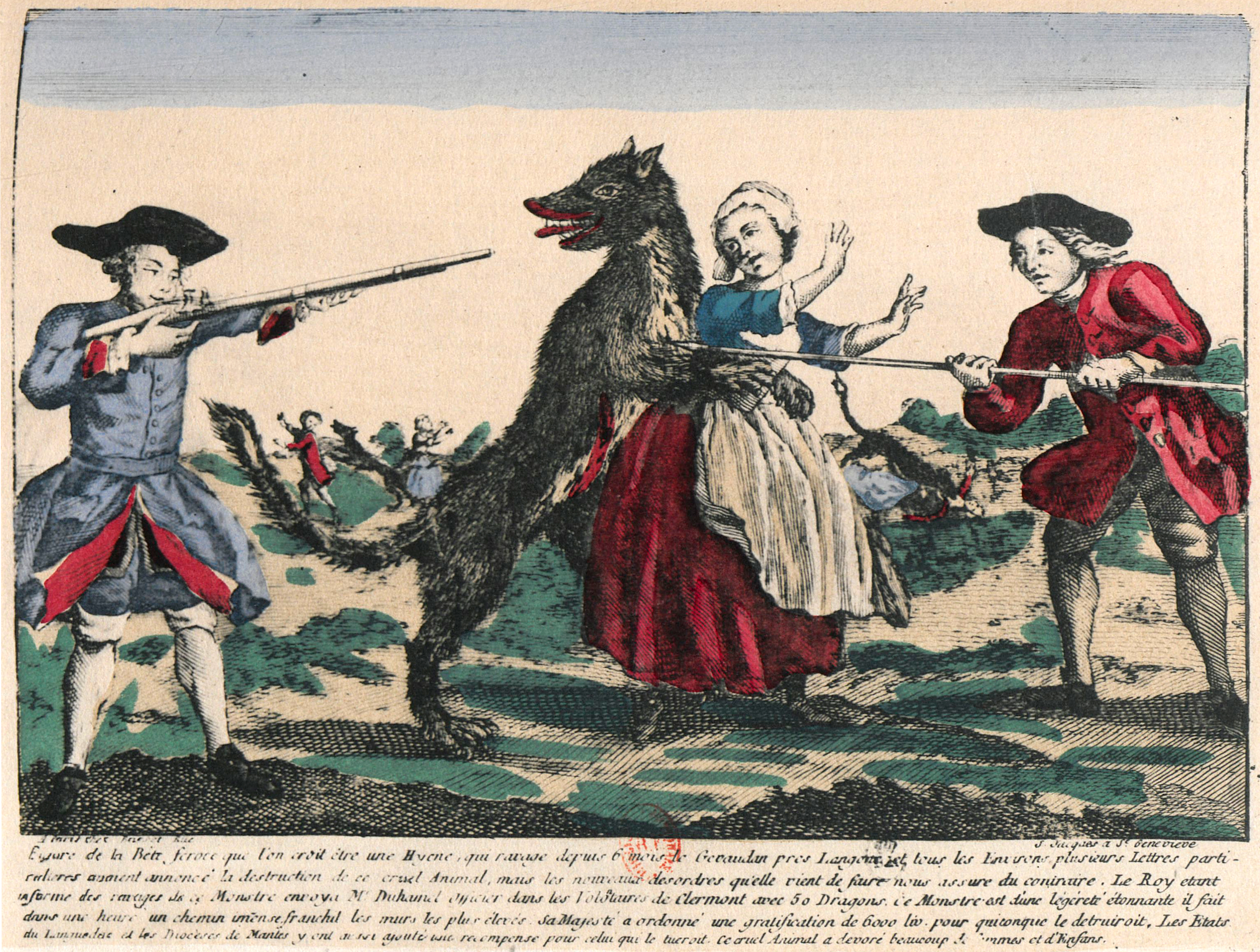
Gravura do século XVIII mostrando os caçadores resgantando uma mulher contra a Besta de Gévaudan.

A Besta de Gévaudan ou Lycopardus parthenophagus (em francês:  Bête du Gévaudan) é o nome histórico associado ao lobo cinzento, cão-lobo ou hiena que aterrorizou a antiga província de Gévaudan (departamento moderno da Lozère e parte do Alto Loire), nas montanhas Margeride, no centro-sul do Reino da França, entre 1764 e 1767. Os ataques, que cobriram uma área de 90 por 80 quilômetros, eram cometidos por uma besta ou animais que tinham dentes formidáveis e caudas imensas, segundo relatos de testemunhas oculares contemporâneas.
Muitas vezes, as vítimas eram mortas com a garganta arrancada. O Reino da França usou uma quantidade considerável de mão-de-obra e dinheiro para caçar os animais; incluindo os recursos de vários nobres, soldados, civis e vários caçadores reais.

### Lupa Capitolina

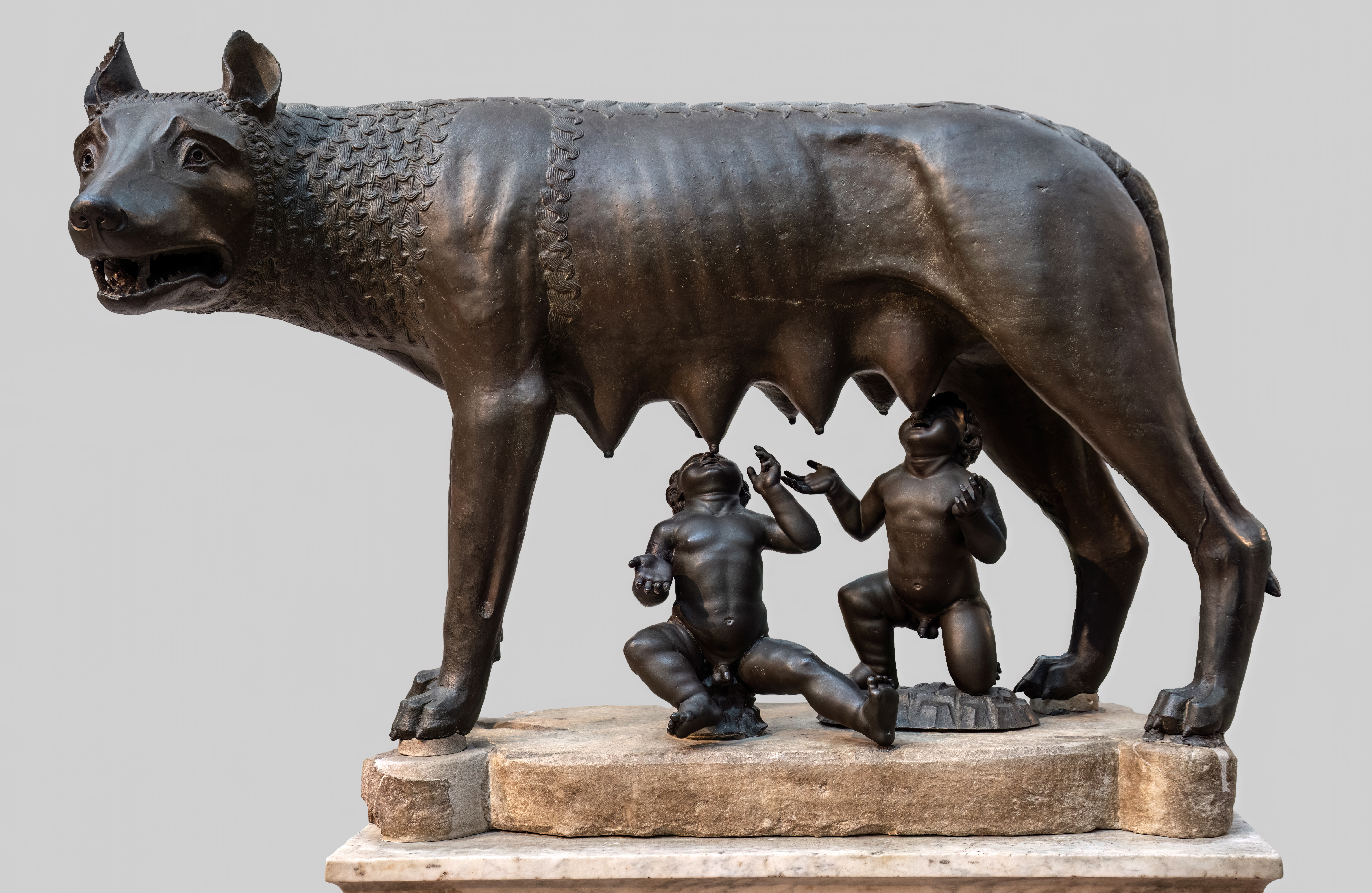
A Loba Capitolina amamentando os gêmeos Rômulo e Remo.

A Lupa Capitolina ou loba romana é um tema muito popular em medalhas, moedas, joias, relevos, mosaicos, etc., especialmente no Império Romano. A loba foi inicialmente retratada sem os gêmeos, mas a partir do século III a.C. a representação da loba amamentando os gêmeos tornou-se comum. A atitude da Lupa Capitolina de girar a cabeça para trás com ela sentada enquanto os gêmeos se amamentam é um modelo para a maioria das versões posteriores do motivo. A lupa romana é um símbolo para a origem divina do fundador de Roma, Rômulo, o filho do deus da guerra Marte, e a reivindicação da eternidade (em latim: aeternitas), da cidade e do império.
Segundo as narrativas em Alba Longa, cidade fundada pelo herói troiano Eneias, o rei local Numitor foi vítima de um estratagema de seu irmão, Amúlio. Amúlio de modo a apossar-se do trono da cidade prendeu Numitor, matou todos os seus varões e obrigou sua sobrinha, Reia Sílvia a tornar-se uma sacerdotisa vestal, dedicada à deusa Vesta, o que implicaria que ela deveria manter-se casta. No entanto, Reia Sílvia acabou por ter dois filhos de Marte (deus romano da guerra), os irmãos Rômulo e Remo. Ao descobrir a verdade, Amúlio prendeu Reia e ordenou que seus filhos fossem jogados no rio Tibre. Como um milagre, o cesto onde estavam as crianças acabou atolando numa das margens do rio no sopé do monte Palatino onde foram encontrados por uma loba que os amamentou. Tempos depois, um pastor de ovelhas chamado Fáustulo encontrou os meninos próximo da Figueira Ruminal (Ficus Ruminalis), na entrada de uma caverna chamada Lupercal. Ele os recolheu e os levou para sua casa onde foram criados por sua mulher Aca Larência.

### Fenrir

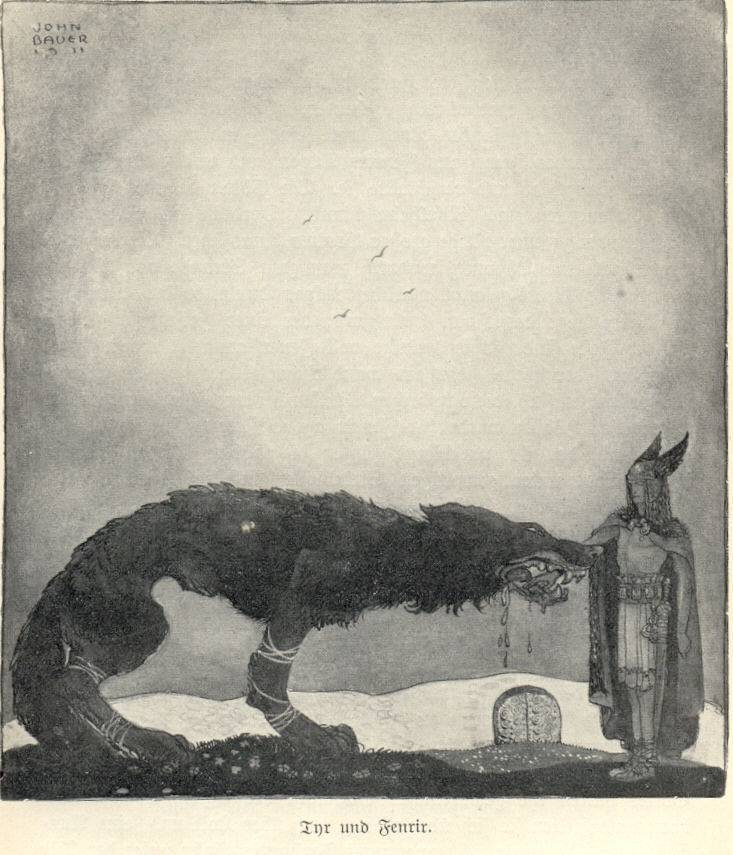
Tyr e Fenrir.

Na mitologia nórdica, Fenrir (em nórdico antigo: "morador do poço"), Fenrisulfr (em nórdico antigo: "lobo Fenris"), Hróðvitnir (em nórdico antigo: "lobo da fama"), ou Vánagandr (em nórdico antigo: "o monstro do rio Ván") é um lobo monstruoso. Fenrir é atestado na Edda em verso, compilada no século XIII a partir de fontes tradicionais anteriores, na Edda em prosa e na Heimskringla, escritas no século XIII por Snorri Sturluson. Em ambas a Edda em verso e a Edda em prosa, Fenrir é o pai do lobos Skoll e Hati, é um filho de Loki, e é pressagiado para matar o deus Odin durante os eventos do Ragnarök, mas por sua vez, ser morto pelo filho de Odin Vidar.

## Alimentação

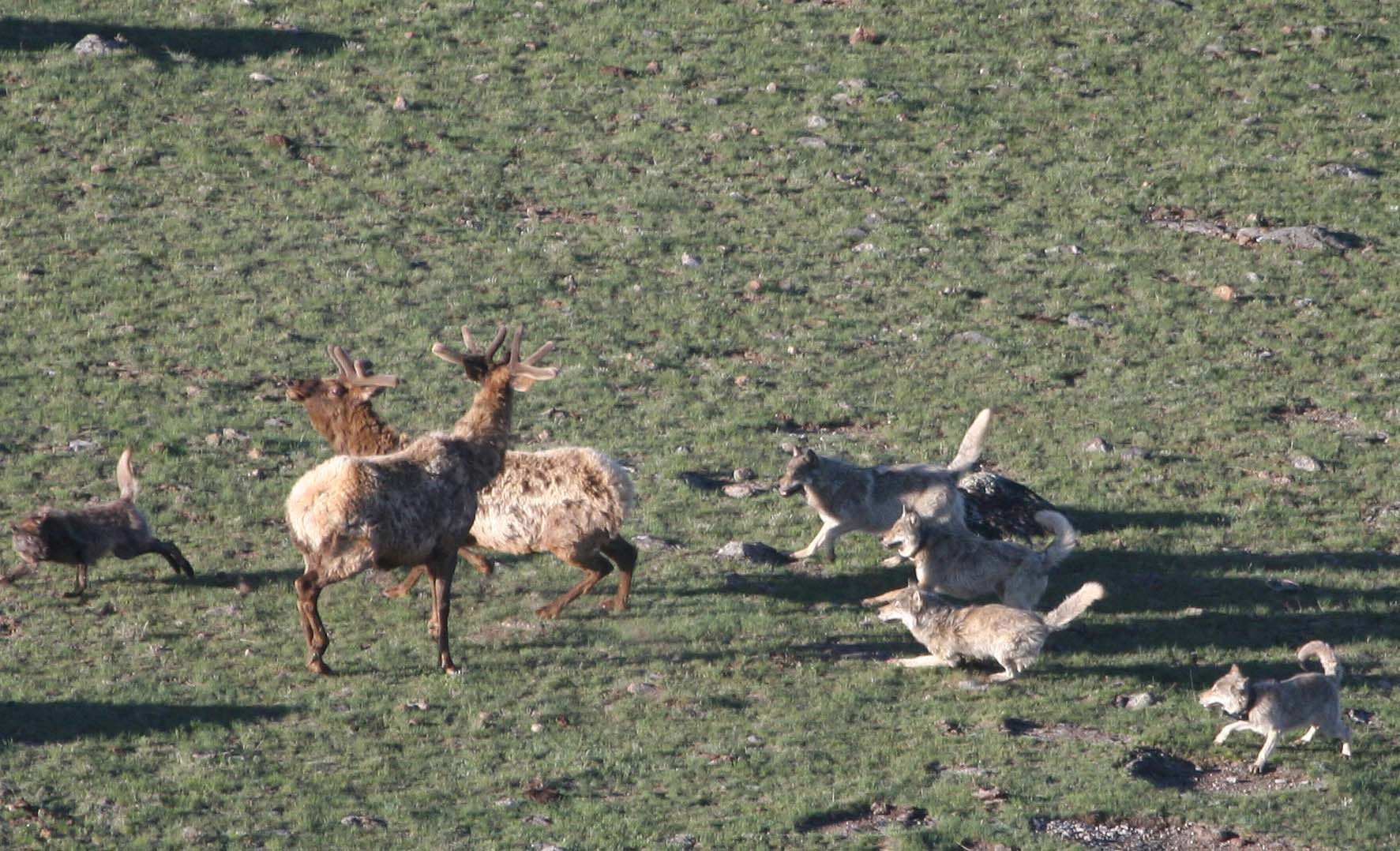
Lobos caçando uma dupla de jovens cervos.

O lobo-cinzento caracteriza-se por ser uma espécie de canídeo macropredatória e omnívora, e como todo predador social, acaba sendo um caçador especializado de grandes animais. Suas presas são ungulados, aves, reptéis, peixes, anfíbios, focas, afrotérios, primatas, como os símios (macacos), roedores, ouriços, musaranhos, doninhas, mangustos, marsupiais, xenartras, pangolins, monotremados, plantas,  carniça e até invertebrados, cujos mais visados são divididos em duas faixas de peso, a primeira sendo o tamanho grande 240―650 kg e tamanho médio 23―130 kg, e possuem massa corporal similar à dos lobos de uma alcatéia caso combinados em peso.
 O lobo é especializado em visar como alvo os espécimes mais fracos. Com 15 lobos podendo matar um cavalo ou um alce adulto.

## Subespécies
Existem mais de 31 subespécies de Canis lupus (lobo).[carece de fontes?]
Canis Lupus

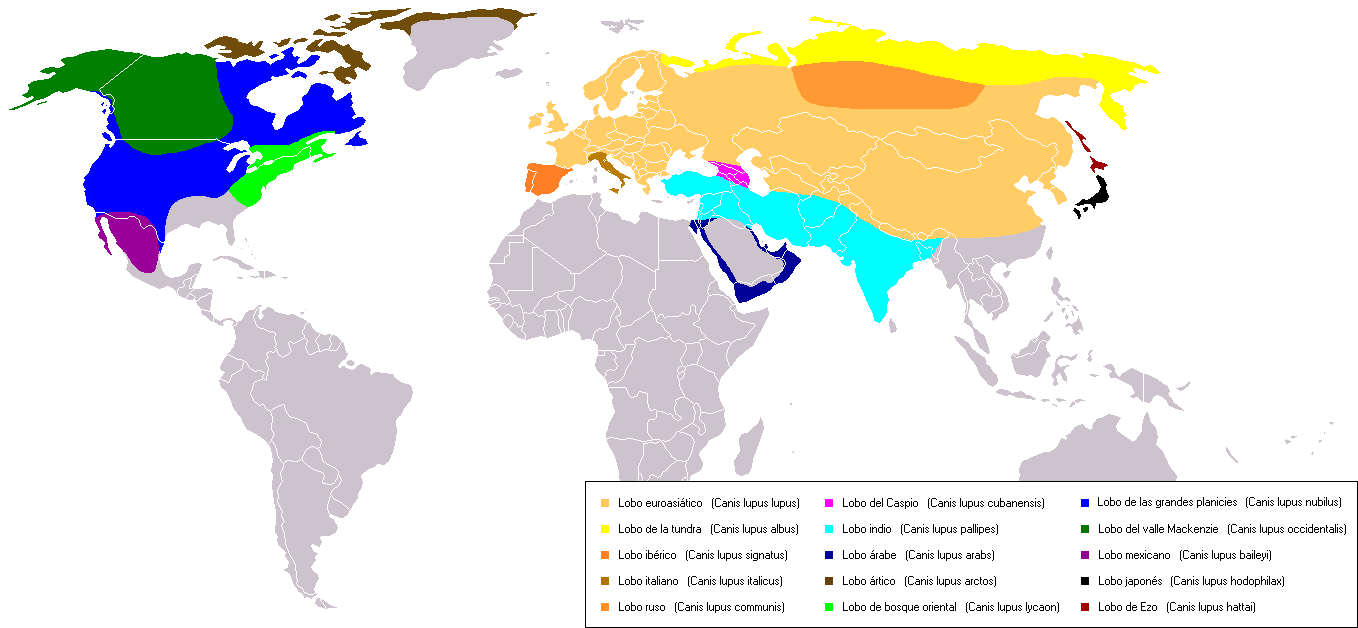
Distribuição geográfica histórica das subespécies de lobo (excluindo o dingo, o cão-cantor-da-Nova-Guiné, o lobo vermelho e o cão-doméstico).

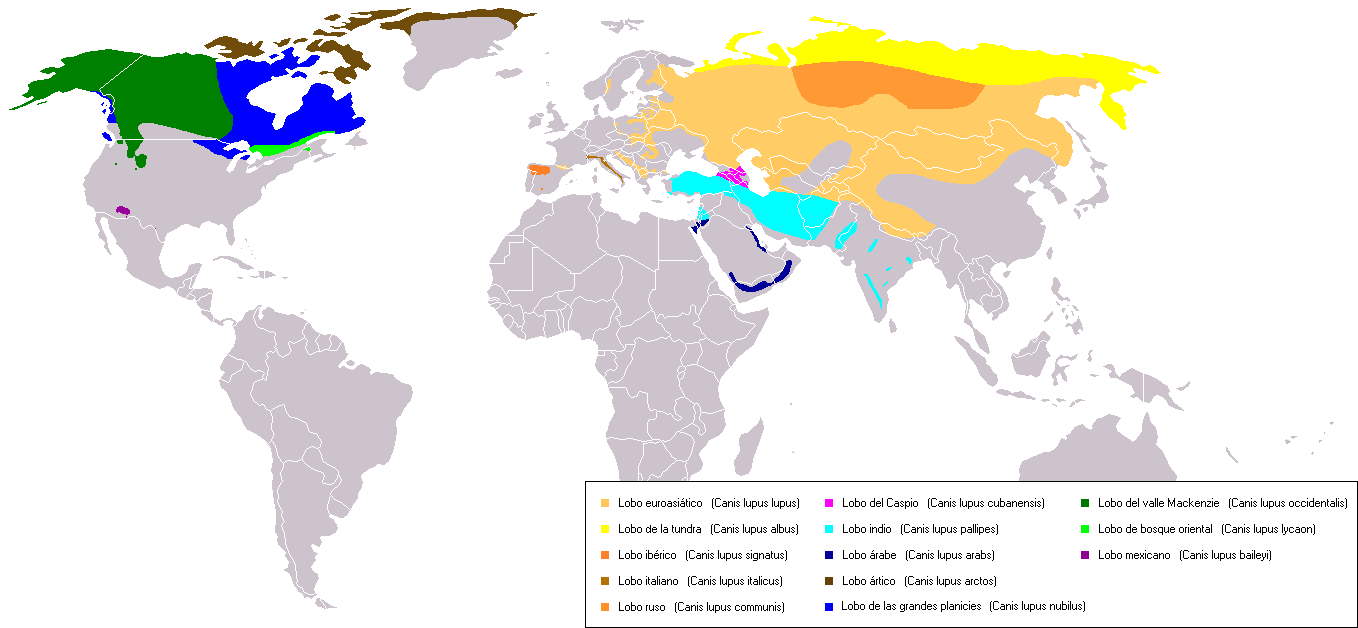
Distribuição geográfica atual das subespécies de lobo (excluindo o dingo, o cão-cantor-da-Nova-Guiné, o lobo vermelho e o cão-doméstico).

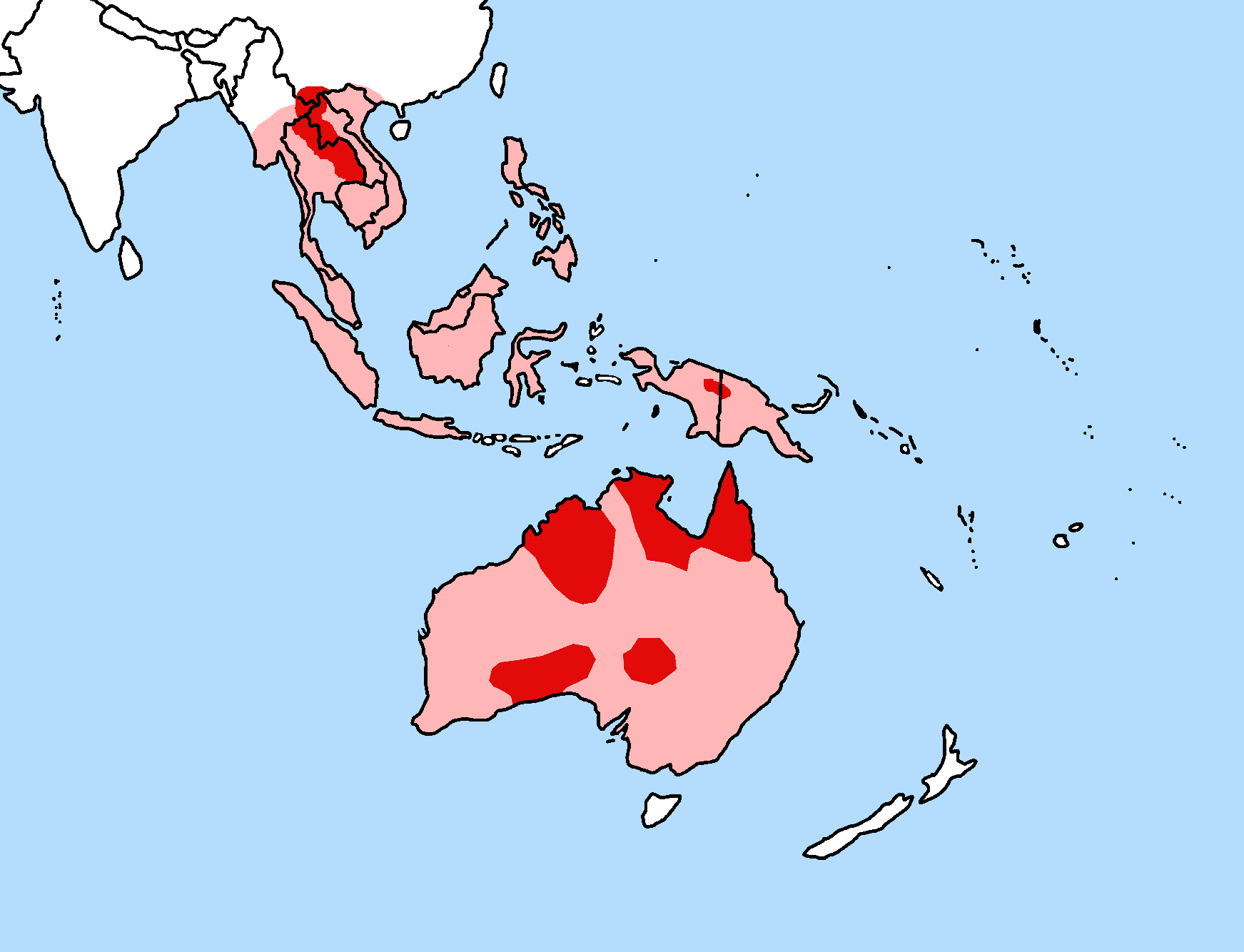
Área de distribuição do dingo e do cão-cantor-da-Nova-Guiné.

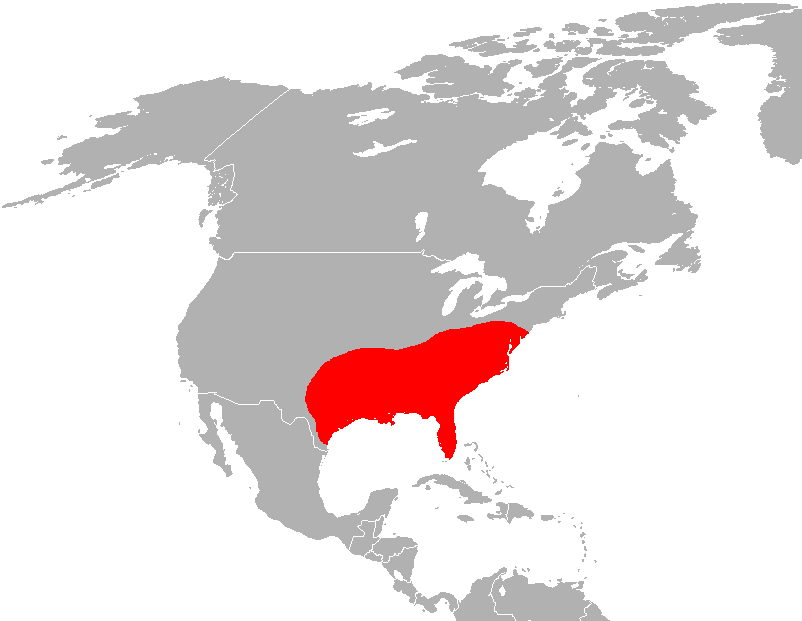
Área de distribuição do Lobo vermelho.

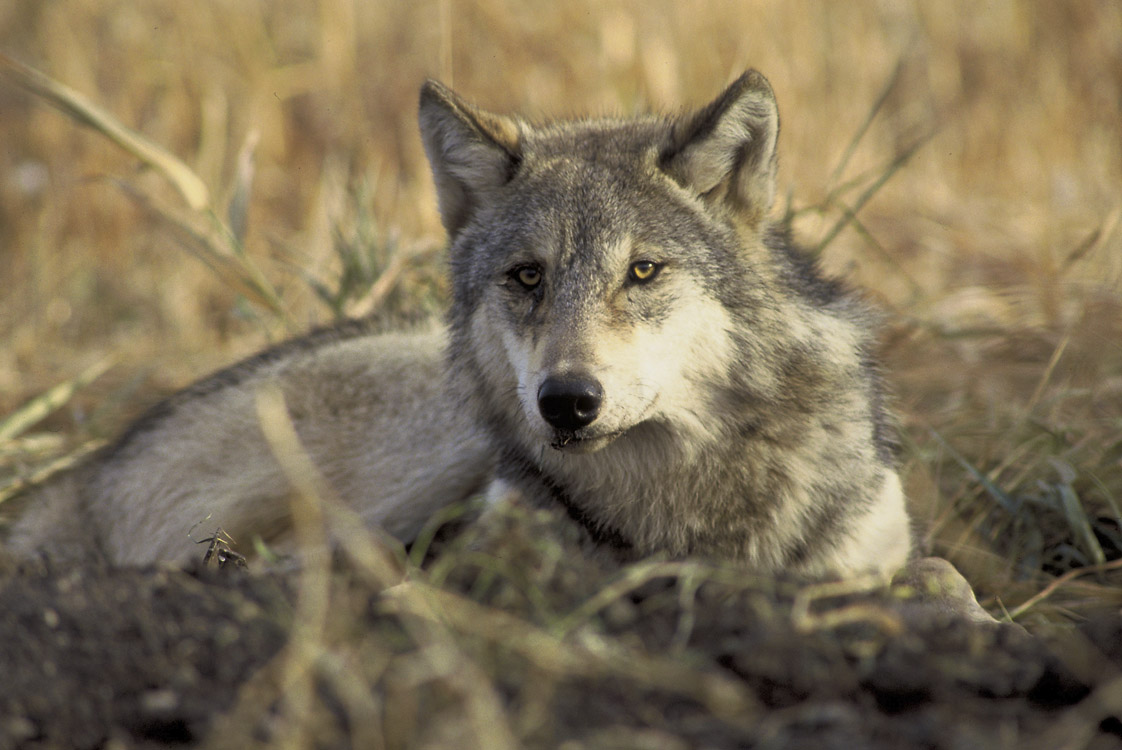
Um exemplar de lobo indiano nas savanas da india.

- Canis lupus occidentalis — lobo do vale mackenzie
- Canis lupus signatus — lobo-ibérico
- Canis lupus arabs — lobo-árabe
- Canis lupus familiaris — cão-doméstico
- Canis lupus arctos — lobo-do-ártico (lobo-branco)
- Canis lupus lupus — lobo-eurasiático
- Canis lupus hallstromi — cão-cantor-da-nova-guiné
- Canis lupus dingo — dingo
- Canis lupus campestris — lobo-da-estepe
- Canis lupus hodophilax — lobo-de-honshu
- Canis lupus hattai — lobo-de-hokkaido
- Canis lupus italicus — lobo-italiano
- Canis lupus baileyi — lobo-mexicano
- Canis lupus pallipes — lobo-indiano
- Canis lupus lycaon — lobo-oriental
- Canis lupus chanco — lobo-do-himalaia
- Canis lupus laniger — lobo-tibetano
- Canis lupus albus — lobo-da-tundra-asiática
- Canis lupus communis — lobo-russo
- Canis lupus crassodon — lobo-de-vancouver
- Canis lupus griseoalbus — lobo-de-manitoba
- Canis lupus hudsonicus — lobo-da-baía-de-hudson
- Canis lupus irremotus — lobo-do-norte-das-montanhas-rochosas
- Canis lupus labradorius — lobo-de-labrador
- Canis lupus ligoni — lobo-do-arquipélago-alexander
- Canis lupus mackenzii — lobo-do-rio-mackenzie
- Canis lupus manningi — lobo-da-ilha-de-baffim
- Canis lupus nubilus — lobo-da-pradaria
- Canis lupus pambasileus — lobo-do-alasca
- Canis lupus orion — lobo-groenlandês
- Canis lupus tundraum — lobo-da-tundra-americana
- Canis lupus alces — lobo-da-península-do-kenai

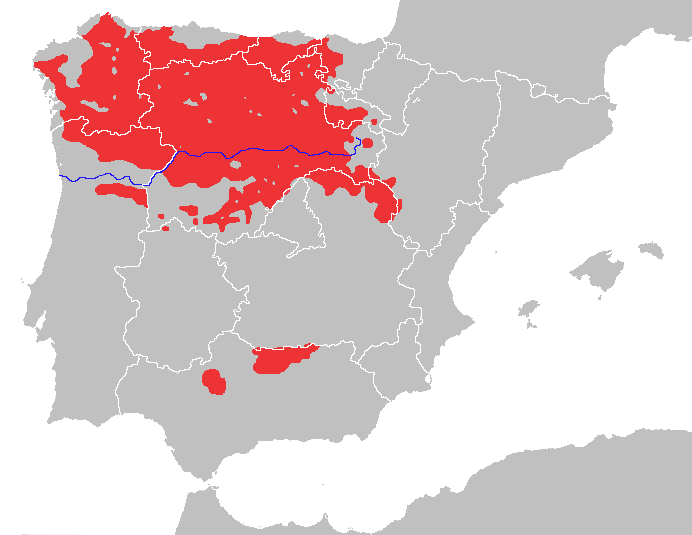
Distribuição geográfica do lobo-ibérico.

### Eurásia(EuropaeÁsia) eÁfrica
| Subspécie               | Nome científico                                              | Distribuição geográfica | Estado de conservação                               | Imagem |
| ----------------------- | ------------------------------------------------------------ | --- | --------------------------------------------------- | ------ |
| Lobo-europeu            | Canis lupus lupus                                            | Habita em bosques da Europa e Rússia, mas tem desaparecido de muitos sítios onde ele existia. | LC - Pouco preocupante                              |        |
| Lobo-das-cavernas       | Canis-lupus-spelaeus                                         | Vivia em toda a Eurásia. Atualmente está extinto. | EX - Extinto (Fóssil) (Pré histórico)               |        |
| Lobo-ibérico            | Canis lupus signatus                                         | Existem duas populações de lobos-ibéricos: uma próspera a norte do Douro e uma com menos sorte a sul do Douro. As populações da Serra Morena estão isoladas do resto da população de lobos.                                                      | EN - Em Perigo (Portugal) VU - Vulnerável (Espanha) |        |
| Lobo-do-levante         | Canis lupus deitanus                                         | Não reconhecida oficialmente. Hoje em dia estão extintos. Vivia na parte oriental da Península Ibérica. | EX - Extinto                                        | -      |
| Lobo-russo              | Canis lupus communis                                         | É a subespécie mais abundante de lobo, estendendo-se desde os Montes Urais até ao Pacífico. | LC - Pouco preocupante                              | -      |
| Lobo-da-tundra-asiática | Canis lupus albus                                            | Habita na tundra ártica, desde a Finlândia até ao Estreito de Bering. | NT - Quase ameaçada                                 |        |
| Lobo-árabe              | Canis lupus arabs                                            | Vive em zonas desérticas e semidesérticas da Arábia. Atualmente está em grande perigo de extinção. | CR - Em perigo crítico                              |        |
| Lobo-da-estepe          | Canis lupus campestris Canis lupus cubanensis                | Vive nos Montes Altai, Mar cáspio e em toda a Ásia Central, exceto o Planalto Tibetano. | DD - Dados insuficientes                            |        |
| Lobo-tibetano           | Canis lupus chanco Canis lupus laniger canis lupus filchneri | Vive nos desertos e estepes da China, Mongólia, Manchúria e Tibete (Planalto Tibetano). | EN - Em perigo                                      |        |
| Lobo-dourado-africano   | Canis lupus lupaster                                         | Ocorre no Senegal, Nigéria, Chade, Marrocos, Argélia, Tunísia, Líbia, Quênia, Egito e Tanzânia. | LC - Pouco preocupante                              |        |
| Lobo-egípcio            | Canis lupus aureus                                           | Durante muito tempo considerada como uma subespécie de chacal-dourado, hoje em dia é considerada como uma subespécie de lobo. Vivia desde os Atlas até ao Egito. Hoje em dia só habita uma pequena parte na costa mediterrânica egípcia e líbia. | LC - Pouco preocupante                              |        |
| Lobo-senegalês          | Canis lupus lupaster (anthus)                                | nativo do senegal sendo seu nome uma homenagem ao país. | LC - Pouco preocupante                              |        |
| Lobo-italiano           | Canis lupus italicus                                         | Habita os montes Apeninos. A sua área geográfica é mais extensa do que a do lobo-ibérico, estendendo-se até aos Alpes italianos. | VU - Vulnerável (Apeninos) EX - Extinto (Sicília)   |        |
| Lobo-indiano            | Canis lupus pallipes                                         | Vive desde o Irão até à Índia e à Península do Decão. Devido ao cruzamentos com cães domésticos, sua distribuição geográfica tem diminuído muito.                                                                                                | EN - Em perigo                                      |        |
| Lobo-de-hokkaido        | Canis lupus hattai                                           | Vivia antigamente na Ilha de Hokkaido e Sacalina. Hoje em dia está extinto, tal como o lobo-de-honshu. | EX - Extinto                                        |        |
| Lobo-de-honshu          | Canis lupus hodophilax                                       | Vivia nas ilhas de Honshu, Sikoku e Kyushu. Acredita-se que o lobo de honshu é o antepassado dos cães domésticos. Hoje em dia, tanto este como o de Hokkaido estão extintos.                                                                     | EX - Extinto                                        |        |

### Australásia(Oceania)
| Subspécie                | Nome científico        | Área geográfica | Estado de conservação                     | Imagem |
| ------------------------ | ---------------------- | --- | ----------------------------------------- | ------ |
| Dingo                    | Canis lupus dingo      | Vive na Austrália. Devido ao cruzamentos com cães domésticos e na introdução de gatos e raposas, sua distribuição geográfica tem diminuído muito.                                                                         | VU - Vulnerável                           |        |
| Cão-cantor-da-nova-guiné | Canis lupus hallstromi | Vive na Ilha da Nova Guiné. É o parente mais próximo do dingo. Devido á mudanças climáticas na ilha como tempestades e furacões, sua distribuição geográfica tem diminuído muito. Possivelmente está extinto na natureza. | EW?CR - Possivelmente extinto na natureza |        |

### Américas
| Subspécie                                      | Nome científico           | Área geográfica | Estado de conservação    | Imagem |
| ---------------------------------------------- | ------------------------- | --- | ------------------------ | ------ |
| Lobo-do-vale-do-mackenzie e o Lobo da Beríngia | Canis lupus occidentalis  | Foi descoberto perto do Rio Mackenzie, daí o nome. A distribuição geográfica deste lobo estende-se desde o Oceano Glacial Ártico até ao estado canadiano de Alberta, e recentemente na Califórnia. É provavelmente o maior lobo do mundo. | LC - Pouco preocupante   |        |
| Lobo-da-península-de-kenai                     | Canis lupus alces         | Península de Kenai, Alasca | EX - Extinto             |        |
| Lobo do ártico                                 | Canis lupus arctos        | Habita as ilhas setentrionais do Canadá. | DD - Dados insuficientes |        |
| Lobo-mexicano                                  | Canis lupus baileyi       | Vive somente em dois parques nacionais, no Arizona e no Novo México. Corre grande perigo de extinção. | EN - Em perigo           |        |
| Lobo-da-terra-nova                             | Canis lupus beothucus     | Vivia na ilha da Terra Nova. Atualmente está extinto. | EX - Extinto             |        |
| Lobo-de-bernard                                | Canis lupus bernardi      | Antigamente vivia no Arquipélago Victoria. Atualmente está extinto. | EX - Extinto             | -      |
| Lobo-da-colúmbia-britânica                     | Canis lupus columbianus   | Vive nos estados canadianos de Alberta, Colúmbia Britânica e Yukon. | NT - Quase ameaçada      |        |
| Lobo-da-ilha-de-vancouver                      | Canis lupus crassodon     | Encontra-se na Ilha de Vancouver, no Canadá. | EN - Em perigo           |        |
| Lobo-vermelho                                  | Canis lupus rufus         | Sudeste dos Estados Unidos, leste da Pennsylvania, sul da Flórida e no sudeste do Texas. | CR - Em perigo crítico   |        |
| Lobo-de-gregory                                | Canis lupus gregoryi      | Vivia em Gregory, no Texas. Hoje em dia está extinto. | EX - Extinto             |        |
| Lobo-preto-da-flórida                          | Canis lupus floridanus    | Vivia nos bosques húmidos da Flórida, Carolina do Norte, Carolina do Sul, Alabama, Geórgia e Mississípi. Atualmente está extinto. | EX - Extinto             |        |
| Lobo-do-texas                                  | Canis lupus monstrabilis  | Vivia antigamente no Texas e Novo México. Hoje em dia está extinto. | EX - Extinto             |        |
| Lobo-das-montanhas-cascade                     | Canis lupus fuscus        | Encontrava-se na costa do Pacífico, desde o Sudoeste do Canadá até ao Norte da Califórnia. Atualmente está extinto. | EX - Extinto             |        |
| Lobo-de-manitoba                               | Canis lupus griseoalbus   | Encontrava-se nos estados canadianos de Manitoba e Saskatchewan. atualmente está extinto. | EX - Extinto             |        |
| Lobo-da-baía-de-hudson                         | Canis lupus hudsonicus    | Pode-se encontrar à volta da Baía de Hudson e também no Alasca, no Escudo Canadiano e no estado americano de Maine. | LC - Pouco preocupante   |        |
| Lobo-do-norte-das-montanhas-rochosas           | Canis lupus irremotus     | Está em perigo crítico. Atualmente há poucos avistamentos destes lobos. Ocasionalmente, no Manitoba, há avistamentos, como mostra a imagem.                                                                                               | CR - Em perigo crítico   |        |
| Lobo-do-labrador                               | Canis lupus labradorius   | Habita a Península do Labrador e o norte do Quebeque. | VU - Vulnerável          |        |
| Lobo-do-arquipélago-alexander                  | Canis lupus ligoni        | Vive no Arquipélago Alexander, no sul do Alasca. | LC - Pouco preocupante   |        |
| Lobo-do-rio-mackenzie                          | Canis lupus mackenzii     | Habita o noroeste do Canadá e recebe o seu nome devido ao Rio Mackenzie. | LC - Pouco preocupante   |        |
| Lobo-da-ilha-de-baffim                         | Canis lupus manningi      | Vive na Ilha de Baffim, no nordeste do Canadá. | DD - Dados insuficientes |        |
| Lobo-mogollon                                  | Canis lupus mogollonensis | Vivia no norte do Arizona e no leste do Nevada. Está extinto hoje em dia. O seu nome provém das tribos Mogollon. | EX - Extinto             |        |
| Lobo-da-pradaria                               | Canis lupus nubilus       | Antigamente tinha uma ampla distribuição, que ia desde o Manitoba até ao Texas. Atualmente só restam algumas populações nos Grandes Lagos e no Minnesota.                                                                                 | LC - Pouco preocupante   |        |
| Lobo-da-gronelândia                            | Canis lupus orion         | É o lobo que vivia mais próximo do ártico. Corre grande perigo de extinção. Pode ser avistado no norte da Gronelândia. | CR - Em perigo crítico   |        |
| Lobo-do-alasca                                 | Canis lupus pambasileus   | Vive nos bosques do Alasca. É provavelmente o maior lobo do mundo. | LC - Pouco preocupante   |        |
| Lobo-da-tundra-americana                       | Canis lupus tundrarum     | Vive nas tundras do norte do Alasca. Muito similar ao outro que habita na Ásia. | LC - Pouco preocupante   |        |
| Lobo-do-sul-das-montanhas-rochosas             | Canis lupus youngi        | Vivia no Utah, no Arizona, no Novo México, no Colorado e no Wyoming. Atualmente está extinto. | EX - Extinto             |        |
| Lobo-oriental                                  | Canis lupus lycaon        | Atualmente, a espécie vive no norte de minessota,a espécie havia sido removida da região dos três lagos mas atualmente está sobre proteção.                                                                                               | EN - Em perigo           |        |

### Cosmopolita (mundo todo)
| Subspécie     | Nome científico        | Distribuição geográfica | Estado de conservação     | Imagem |
| ------------- | ---------------------- | --- | ------------------------- | ------ |
| Cão-doméstico | Canis lupus familiaris | Por cidades(casas, ruas, praças, parques, bairros, munícipios...), campos, florestas, desertos, montanhas, tundras e até mesmo em planícies, o cão doméstico é uma subespécie cosmopolita, devido ao fato de quase sempre ser encontrado em associação com os seres humanos, este último o mamífero com maior área de distribuição geográfica no planeta. Em 2013, uma estimativa da população mundial de cães foi de 987 milhões. | Não avaliada: Domesticado |        |
| Cão-lobo      | Canis lupus familiaris | Por cidades(casas, ruas, praças, parques, bairros, munícipios...), campos, florestas, desertos, montanhas, tundras e até mesmo em planícies, o cão doméstico é uma subespécie cosmopolita, devido ao fato de quase sempre ser encontrado em associação com os seres humanos, este último o mamífero com maior área de distribuição geográfica no planeta. Em 2013, uma estimativa da população mundial de cães foi de 987 milhões. | Não avaliada: Domesticado |        |